# Osikov
Osikov é um município da Eslováquia, situado no distrito de Bardejov, na região de Prešov. Tem 13,87 km² de área e sua população em 2018 foi estimada em 969 habitantes.

## Demografia
| Ano:        | 1994 | 2004   | 2014   | 2024   |
| ----------- | ---- | ------ | ------ | ------ |
| Broj ljudi: | 864  | 920    | 998    | 1028   |
| Razlika:    |      | +6,48% | +8,47% | +3,00% |

| Ano:               | 2023 | 2024   |
| ------------------ | ---- | ------ |
| Número de pessoas: | 1020 | 1028   |
| Diferença:         |      | +0,78% |